# لیگ حرفه‌ای فوتبال عربستان ۲۳–۲۰۲۲
لیگ حرفه‌ای عربستان سعودی ۲۳-۲۰۲۲، چهل و هفتمین دوره لیگ حرفه‌ای عربستان، برترین سطح فوتبال عربستان برای باشگاه‌های فوتبال عربستان، از زمان تأسیس آن در سال ۱۹۷۶ است.